# Power Metal (demo)
Power Metal är ett demo släppt av bandet Metallica i 1982.

## Låtlista
1. "Hit the Lights" - 4:21
2. "Jump in the Fire" - 3:56
3. "The Mechanix" - 4:50
4. "Motorbreath" - 3:26

## Medverkande
- James Hetfield - Sång, kompgitar
- Dave Mustaine - Gitarr, bakgrundssång
- Ron McGovney - Elbas
- Lars Ulrich - Trummor